# ماونت ديسوليشن
ماونت ديسوليشن هي فرقة كانتري بديل إنجليزية تاسست سنة 2010 على يد عضوين من فرقة كين وهم تم رايس أوكسلي وجيسي كوين بالتعاون مع أعضاء من فرق أخرى مثل مومفورد اند سونز وذا كيلرز وذا تسيفز بالإضافة إلى العديد من الموسيقيين المنفردين.
أصدرت الفرقة ألبومها الأول عام 2010 بعنوان ماونت ديسوليشن، وتقوم الآن الفرقة بالتحضير لألبومها الثاني.

## وصلات خارجية
- ماونت ديسوليشن على موقع ميوزك برينز (الإنجليزية)
- ماونت ديسوليشن على موقع ديسكوغز (الإنجليزية)